# Marokkó a 2008. évi nyári olimpiai játékokon
Marokkó a kínai Pekingben megrendezett 2008. évi nyári olimpiai játékok egyik részt vevő nemzete volt. Az országot az olimpián 7 sportágban 47 sportoló képviselte, akik összesen 2 érmet szereztek.

## Érmesek
| Érem  | Versenyző        | Sportág  | Versenyszám   |
| ----- | ---------------- | -------- | ------------- |
| Ezüst | Zsavád Garíb     | Atlétika | Férfi maraton |
| Bronz | Haszna Benhasszi | Atlétika | Női 800 m     |

## Atlétika
Férfi
| Versenyző                       | Versenyszám    | Előfutam | Előfutam | Előfutam | Elődöntő | Elődöntő | Elődöntő | Döntő         | Döntő         |
| Versenyző                       | Versenyszám    | Idő      | Hely.    | Össz.    | Idő      | Hely.    | Össz.    | Idő           | Helyezés      |
| ------------------------------- | -------------- | -------- | -------- | -------- | -------- | -------- | -------- | ------------- | ------------- |
| Jászín Benszgír                 | 800 m          | 1:46,88  | 7.       | 19.      | kiesett  | kiesett  | kiesett  | kiesett       | kiesett       |
| Muhszin es-Sehíbi               | 800 m          | 1:46,75  | 5.       | 18.      | kiesett  | kiesett  | kiesett  | kiesett       | kiesett       |
| Amín Laalu                      | 800 m          | 1:47,86  | 1. Q     | 37.      | 1:46,74  | 4.       | 16.      | kiesett       | kiesett       |
| Júszef Bába                     | 1500 m         | 3:42,13  | 10.      | 32.      | kiesett  | kiesett  | kiesett  | kiesett       | kiesett       |
| Abd el-Áti Ígíder               | 1500 m         | 3:36,48  | 4. Q     | 14.      | 3:37,21  | 2. Q     | 2.       | 3:34,66       | 5.            |
| Mohammed Musztávi               | 1500 m         | 3:34,80  | 1. Q     | 1.       | 3:40,90  | 9.       | 20.      | kiesett       | kiesett       |
| Abd el-Azíz en-Názsi el-Idríszi | 5000 m         | 14:05,30 | 11.      | 31.      |          |          |          | kiesett       | kiesett       |
| Murád Márófít                   | 5000 m         | 14:00,76 | 8.       | 30.      |          |          |          | kiesett       | kiesett       |
| Anísz Szelmúni                  | 5000 m         | 13:43,70 | 8.       | 12.      |          |          |          | kiesett       | kiesett       |
| Mohammed el-Hásimi              | 10 000 m       |          |          |          |          |          |          | nem ért célba | nem ért célba |
| Abdelláh Falíl                  | 10 000 m       |          |          |          |          |          |          | 27:53,14      | 16.           |
| Abd er-Rahím Búramdán           | Maraton        |          |          |          |          |          |          | 2:17:42       | 26.           |
| Zsavád Garíb                    | Maraton        |          |          |          |          |          |          | 2:07:16       |               |
| Abd er-Rahím el-Gúmri           | Maraton        |          |          |          |          |          |          | 2:15:00       | 20.           |
| Hamíd ez-Zín                    | 3000 m akadály | 8:27,45  | 6.       | 21.      |          |          |          | kiesett       | kiesett       |
| Abd el-Káder Hasláf             | 3000 m akadály | 8:23,62  | 3. Q     | 17.      |          |          |          | 9:02,06       | 15.           |
| Bráhím Táleb                    | 3000 m akadály | 8:23,09  | 9.       | 13.      |          |          |          | kiesett       | kiesett       |

| Versenyző      | Versenyszám | Selejtező             | Selejtező             | Döntő    | Döntő    |
| Versenyző      | Versenyszám | Eredmény              | Helyezés              | Eredmény | Helyezés |
| -------------- | ----------- | --------------------- | --------------------- | -------- | -------- |
| Jahja Berrábah | Távolugrás  | 788 cm                | 17.*                  | kiesett  | kiesett  |
| Tárik Bútajib  | Távolugrás  | 769 cm                | 29.                   | kiesett  | kiesett  |
| Tárik Bútajib  | Hármasugrás | érvényes ugrás nélkül | érvényes ugrás nélkül | kiesett  | kiesett  |

Női
| Versenyző              | Versenyszám    | Előfutam | Előfutam | Előfutam | Elődöntő | Elődöntő | Elődöntő | Döntő         | Döntő         |
| Versenyző              | Versenyszám    | Idő      | Hely.    | Össz.    | Idő      | Hely.    | Össz.    | Idő           | Helyezés      |
| ---------------------- | -------------- | -------- | -------- | -------- | -------- | -------- | -------- | ------------- | ------------- |
| Haszna Benhasszi       | 800 m          | 2:00,51  | 2. Q     | 16.      | 1:58,03  | 2. Q     | 4.       | 1:56,73       |               |
| Busra Saabi            | 1500 m         | 4:19,89  | 11.      | 32.      |          |          |          | kiesett       | kiesett       |
| Szihám Hiláli          | 1500 m         | 4:05,36  | 3. Q     | 8.       |          |          |          | 4:05,57       | 10.           |
| Btiszám Lahvád         | 1500 m         | 4:14,34  | 3. Q     | 22.      |          |          |          | 4:07,25       | 12.           |
| Marjem Alávi Szelszúli | 5000 m         | 15:21,47 | 11.      | 19.      |          |          |          | kiesett       | kiesett       |
| Aszmá Legzávi          | 10 000 m       |          |          |          |          |          |          | nem ért célba | nem ért célba |
| Hanán Uháddu           | 3000 m akadály | 9:56,41  | 11.      | 40.      |          |          |          | kiesett       | kiesett       |

* - egy másik versenyzővel azonos eredményt ért el

## Cselgáncs
Férfi
| Versenyző         | Versenyszám | Selejtező         | 32-es főtábla                       | Nyolcaddöntő                  | Negyeddöntő       | Elődöntő          | Vigaszág első kör                  | Vigaszág negyeddöntő                | Vigaszág elődöntő | Bronz- mérkőzés   | Döntő             | Helyezés |
| Versenyző         | Versenyszám | Ellenfél Eredmény | Ellenfél Eredmény                   | Ellenfél Eredmény             | Ellenfél Eredmény | Ellenfél Eredmény | Ellenfél Eredmény                  | Ellenfél Eredmény                   | Ellenfél Eredmény | Ellenfél Eredmény | Ellenfél Eredmény | Helyezés |
| ----------------- | ----------- | ----------------- | ----------------------------------- | ----------------------------- | ----------------- | ----------------- | ---------------------------------- | ----------------------------------- | ----------------- | ----------------- | ----------------- | -------- |
| Júnesz el-Ahamdi  | Légsúly     |                   | Ludwig Paischer (AUT) · 0000-1010   |                               |                   |                   | Craig Fallon (GBR) · 0000-0011     | kiesett                             | kiesett           | kiesett           |                   | 13.      |
| Szafván Attáf     | Váltósúly   |                   | Alibek Baskajev (RUS) · 1000-0001   | Euan Burton (GBR) · 0001-0010 | kiesett           | kiesett           |                                    |                                     |                   |                   |                   | 17.      |
| Mohammed el-Aszri | Középsúly   |                   | Ammár Benihlef (ALG) · 0001-0011    |                               |                   |                   | David Alarza (ESP) · 0000-0000     | Sergei Aschwanden (SUI) · 0000-0001 | kiesett           | kiesett           |                   | 9.       |
| Rasíd Rgúg        | Harmatsúly  |                   | Benjamin Darbelet (FRA) · 0000-1002 |                               |                   |                   | Sasha Mehmedovic (CAN) · 0000-0201 | kiesett                             | kiesett           | kiesett           |                   | 13.      |

## Íjászat
Női
| Versenyző      | Versenyszám | Selejtező | Selejtező | 64-es főtábla                     | 32-es főtábla     | Nyolcaddöntő      | Negyeddöntő       | Elődöntő          | Döntő             | Helyezés |
| Versenyző      | Versenyszám | Pont      | Kiemelés  | Ellenfél Eredmény                 | Ellenfél Eredmény | Ellenfél Eredmény | Ellenfél Eredmény | Ellenfél Eredmény | Ellenfél Eredmény | Helyezés |
| -------------- | ----------- | --------- | --------- | --------------------------------- | ----------------- | ----------------- | ----------------- | ----------------- | ----------------- | -------- |
| Hadízsa Abbúda | Egyéni      | 539       | 64.       | Pak Szonghjon (KOR) (1.) · 80-112 | kiesett           | kiesett           | kiesett           | kiesett           | kiesett           | 64.      |

## Ökölvívás
| Versenyző              | Versenyszám     | Selejtező                             | Nyolcaddöntő                   | Negyeddöntő                   | Elődöntő          | Döntő             | Helyezés |
| Versenyző              | Versenyszám     | Ellenfél Eredmény                     | Ellenfél Eredmény              | Ellenfél Eredmény             | Ellenfél Eredmény | Ellenfél Eredmény | Helyezés |
| ---------------------- | --------------- | ------------------------------------- | ------------------------------ | ----------------------------- | ----------------- | ----------------- | -------- |
| Mohammed Amáníszi      | Szupernehézsúly |                                       | Csang Cse-lej (CHN) · 0-15     | kiesett                       | kiesett           | kiesett           | 9.       |
| Mohammed Arzsávi       | Nehézsúly       |                                       | Bradley Pitt (AUS) · 11-6      | Deontay Wilder (USA) · 10-+10 | kiesett           | kiesett           | 5.       |
| Redván Bústúk          | Papírsúly       | Paulo Carvalho (BRA) · 7-13           | kiesett                        | kiesett                       | kiesett           | kiesett           | 17.      |
| Mehdi Hálszi           | Váltósúly       | Dilshod Maxmudov (UZB) · 3-11         | kiesett                        | kiesett                       | kiesett           | kiesett           | 17.      |
| Hisám Meszbáhi         | Harmatsúly      | Jonathan Romero (COL) · 11-3          | Khumiso Ikgopoleng (BOT) · RSC | kiesett                       | kiesett           | kiesett           | 9.       |
| Drísz Muszáid          | Kisváltósúly    | Todd Kidd (AUS) · 23-2                | Rosniel Iglesias (CUB) · 4-15  | kiesett                       | kiesett           | kiesett           | 9.       |
| Abd el-Iláh Nhajla     | Légsúly         | Samir Məmmədov (AZE) · 4-19           | kiesett                        | kiesett                       | kiesett           | kiesett           | 17.      |
| Mahdi Vátin            | Pehelysúly      | Dzorigtbátarín Enhdzorig (MGL) · 1-10 | kiesett                        | kiesett                       | kiesett           | kiesett           | 17.      |
| Szaíd Rasíd            | Középsúly       | Baktijar Artajev (KAZ) · 2-8          | kiesett                        | kiesett                       | kiesett           | kiesett           | 17.      |
| et-Táhar et-Tamszamáni | Könnyűsúly      | Domenico Valentino (ITA) · 4-15       | kiesett                        | kiesett                       | kiesett           | kiesett           | 17.      |

RSC - a játékvezető megállította a mérkőzést

## Taekwondo
Férfi
| Versenyző             | Versenyszám | Nyolcaddöntő         | Negyeddöntő                         | Elődöntő          | Vigaszág elődöntő               | Bronz- mérkőzés   | Döntő             | Helyezés |
| Versenyző             | Versenyszám | Ellenfél Eredmény    | Ellenfél Eredmény                   | Ellenfél Eredmény | Ellenfél Eredmény               | Ellenfél Eredmény | Ellenfél Eredmény | Helyezés |
| --------------------- | ----------- | -------------------- | ----------------------------------- | ----------------- | ------------------------------- | ----------------- | ----------------- | -------- |
| Abd el-Káder ez-Zrúri | Nehézsúly   | Juan Díaz (VEN) · KO | Aléxandrosz Nikolaídisz (GRE) · 4-5 |                   | Arman Csilmanov (KAZ) · feladta | kiesett           |                   | 6.       |

Női
| Versenyző              | Versenyszám | Nyolcaddöntő               | Negyeddöntő                     | Elődöntő          | Vigaszág elődöntő | Bronz- mérkőzés   | Döntő             | Helyezés |
| Versenyző              | Versenyszám | Ellenfél Eredmény          | Ellenfél Eredmény               | Ellenfél Eredmény | Ellenfél Eredmény | Ellenfél Eredmény | Ellenfél Eredmény | Helyezés |
| ---------------------- | ----------- | -------------------------- | ------------------------------- | ----------------- | ----------------- | ----------------- | ----------------- | -------- |
| Muna Ben Abd er-Raszúl | Váltósúly   | Okamoto Joriko (JPN) · 2-0 | Gwladys Épangue (FRA) · 1-1 SUP | kiesett           |                   |                   |                   | 9.       |
| Gizlán Túdáli          | Légsúly     | Szárá Fekri (IRI) · 0-5    | kiesett                         | kiesett           |                   |                   |                   | 11.      |

SUP - döntő fölény

## Úszás
Női
| Versenyző      | Versenyszám | Előfutam | Előfutam | Előfutam | Elődöntő | Elődöntő | Elődöntő | Döntő   | Döntő    |
| Versenyző      | Versenyszám | Idő      | Hely.    | Össz.    | Idő      | Hely.    | Össz.    | Idő     | Helyezés |
| -------------- | ----------- | -------- | -------- | -------- | -------- | -------- | -------- | ------- | -------- |
| Szára el-Bekri | 100 m mell  | 1:08,66  | 1.       | 19.      | kiesett  | kiesett  | kiesett  | kiesett | kiesett  |
| Szára el-Bekri | 200 m mell  | 2:30,04  | 4.       | 28.      | kiesett  | kiesett  | kiesett  | kiesett | kiesett  |

## Vívás
Férfi
| Versenyző    | Versenyszám       | Selejtező                   | 32-es főtábla             | Nyolcaddöntő      | Negyeddöntő       | Elődöntő          | Bronz- mérkőzés   | Döntő             | Helyezés |
| Versenyző    | Versenyszám       | Ellenfél Eredmény           | Ellenfél Eredmény         | Ellenfél Eredmény | Ellenfél Eredmény | Ellenfél Eredmény | Ellenfél Eredmény | Ellenfél Eredmény | Helyezés |
| ------------ | ----------------- | --------------------------- | ------------------------- | ----------------- | ----------------- | ----------------- | ----------------- | ----------------- | -------- |
| Lahuszin Ali | Tőr, egyéni       |                             | Brice Guyart (FRA) · 3-15 | kiesett           | kiesett           | kiesett           | kiesett           | kiesett           | 20.      |
| Iszám Rámi   | Párbajtőr, egyéni | Tomasz Motyka (POL) · 11-15 | kiesett                   | kiesett           | kiesett           | kiesett           | kiesett           | kiesett           | 41.      |